# 川野浩一
川野 浩一（かわの こういち、1940年 - ）は、日本の平和運動家。原水爆禁止日本国民会議議長。

## 経歴・人物
1940年に朝鮮半島の平安北道（現在の北朝鮮）で生まれ、翌年父の徴兵を機に長崎市へ引き揚げた。1945年8月9日、爆心地から約3km離れた長崎市本紙屋町（現・麹屋町）の自宅付近で被爆。爆心地付近の浦上に住んでいた曽祖母を亡くした。1958年に長崎県立長崎東高等学校を卒業後、結核治療のため入院。当時は60年安保闘争が高まりを見せていた時期であり、病床で何もできない自分に劣等感を抱いたという。1961年に長崎県入庁後は組合活動に没頭し、長崎県職員労働組合青年部長・書記長のほか、長崎県労評センター議長・自治労長崎県本部委員長・連合長崎会長などを歴任した。一方で原水爆禁止運動や被爆者援護に力を入れるようになり、長崎県原水禁会長などを経て2003年からは長崎県平和運動センター被爆者連絡協議会議長を務めている。全国規模の運動にもかかわるようになり、原水爆禁止日本国民会議（原水禁）副議長を経て、2009年議長に就任した。

## 活動・主張
- 爆心地からの距離に応じて「被爆地域」を設定して被爆者と「被爆体験者」を区別する国の基準を批判し、被爆体験者を被爆者と認めるように要望している[8]。
- 自身が生まれた北朝鮮に住む被爆者を支援する活動を行っている。2007年には原水禁訪朝団の副団長を務め、被爆者健康手帳取得に向けて被爆者本人との面会や政府幹部との交渉を行った[9]。
- 脱原発を唱えている。2011年の福島第一原子力発電所事故を契機にその主張を強め、原水禁・核兵器禁止平和建設国民会議（核禁会議）・連合の三者が主催する平和会議の2012年大会において「核と人類は共存できない」との文言を挨拶文に盛り込んだ[10][11]。原子力の平和利用を訴える核禁会議はこれに反発し、翌年の大会から三者主催を断念することとなった[10][11]。